# Moses Schneider
Moses Schneider (* 1966 in West-Berlin als Andreas Schneider) ist ein deutscher Musikproduzent und Musikstudiobetreiber. Bekanntheit erlangte er primär durch seine Zusammenarbeit mit deutschen Rockbands, wie den Beatsteaks oder Tocotronic.

## Leben
Schneider kam 1982 bei Aufnahmen seiner damaligen Band Nachdruck zum ersten Mal mit Musikstudiotechnik in Berührung. Von 1985 bis 1987 arbeitete er als Assistent im Sinus Tonstudio von Hans-Ulrich Weigel in Berlin, bevor er 1987 an die Hansa-Tonstudios wechselte und mit Tom Müller arbeitete. Seine erste Arbeit als Assistent waren Aufnahmen für den Song Blown Away des Albums Bossa Nova der Pixies. 1989 beendete er seine Ausbildung und zog von Berlin nach Hamburg und kehrte im November 1990 nach dem Fall der Mauer in seine Heimatstadt zurück. Er spielte einige Zeit bei der Band Gum und als Bassist bei Susie van der Meer. Schneider war zwischen 1991 und 1996 Teil des Produzententeams Bauknex. 1996 gründete er in Berlin mit Bernd „Ben“ Lauber und anderen das Tonstudio Transporterraum, deren erste Veröffentlichung 1997 das Album Static Warp Bubble von Susie van der Meer war.
Seine bevorzugte Produktionsweise, Bands entgegen den Gepflogenheiten in der Rock- und Popbranche nicht einzeln, sondern im Zusammenspiel und gewissermaßen live aufzunehmen, brachte ihm im Feuilleton Bezeichnungen, wie „Wunderkind“ (Tagesspiegel) oder „Starproduzent“ (taz) ein, zuweilen wurde er als „der deutsche Steve Albini“ bezeichnet. Mit Albini hat Schneider nicht nur den Produktionsstil gemeinsam; Albinis Debüt als Produzent war 1988 das Album Surfer Rosa der Pixies.
Schneider wurde 2005 und 2008 als Produzent des Jahres für den Echo nominiert, unterlag aber 2005 gegen Stefan Raab und 2008 gegen Andreas Herbig.
Im August 2014 veröffentlichte Moses Schneider sein E-Book The Alternative Workbook – Or How to Pimp Your Practice Room.

## Diskografie (Auswahl)
- 1995: Bobo in White Wooden Houses – Cosmic Ceiling
- 2001: Stone the Crow – Year of the Crow
- 2003: Generation Fuck – Snapshots
- 2004: Beatsteaks – Smack Smash
- 2005: Spitting Off Tall Buildings – Spitting Off Tall Buildings
- 2005: Tocotronic – Pure Vernunft darf niemals siegen[7]
- 2005: Ohrbooten – Spieltrieb
- 2006: Kante – Die Tiere sind unruhig
- 2006: Olli Schulz und der Hund Marie – Warten auf den Bumerang
- 2007: Beatsteaks – Limbo Messiah
- 2007: Tocotronic – Kapitulation
- 2007: Turbostaat – Vormann Leiss
- 2008: Tocotronic – Kapitulation Live
- 2008: Beatsteaks – Kanonen auf Spatzen
- 2008: Julia Marcell – It Might Like You
- 2009: Kreator – Hordes of Chaos
- 2009: Olli Schulz – Es brennt so schön (Teilproduktion, u. a. Mach den Bibo)
- 2009: Tele – Jedes Tier (Teilproduktion)
- 2010: Tocotronic – Schall & Wahn[8]
- 2010: Fehlfarben – Glücksmaschinen
- 2010: Dendemann – Vom Vintage verweht
- 2010: Turbostaat – Das Island Manöver
- 2011: Ja, Panik – DMD KIU LIDT
- 2011: Beatsteaks – Boombox
- 2011: Julia Marcell – June
- 2012: Fehlfarben – Xenophonie
- 2012: Olli Schulz – SOS – Save Olli Schulz
- 2013: Olli Schulz, Joko und Klaas – Rangel Song
- 2013: Tocotronic – Wie wir leben wollen
- 2013: Chuckamuck – Jiles
- 2013: Turbostaat – Stadt der Angst
- 2015: Olli Schulz – Feelings aus der Asche
- 2015: AnnenMayKantereit – Wird schon irgendwie gehen[9]
- 2016: Turbostaat – Abalonia[10]
- 2016: AnnenMayKantereit – Alles nix Konkretes[10]
- 2018: Ätna – La Famiglia
- 2018: Olli Schulz – Scheiß Leben, gut erzählt
- 2018: Tocotronic – Die Unendlichkeit
- 2019: Die Heiterkeit  – Was passiert ist
- 2019: Keimzeit – Das Schloss
- 2020: Pabst – Deuce Ex Machina
- 2021: Maulgruppe – Hitsignale
- 2021: Turbostaat – Nachtbrot
- 2021: Tocotronic – Pure Vernunft darf niemals siegen
- 2022: Die Andere Seite – Epithymia
- 2022: Tocotronic – Nie wieder Krieg
- 2022: Musa Dagh – Musa Dagh
- 2022: Beatsteaks – Smack Smash
- 2022: Tocotronic – Kapitulation
- 2023: Musa Dagh – No Future
- 2023: Bukahara – Tales of the Tides
- 2023: Fehlfarben – Handbuch für die Welt
- 2024: Ätna – Lucky Dancer
- 2024: Olli Schulz – Vom Rand der Zeit
- 2024: Turbostaat – Uthlande
- 2024: Turbostaat – Das Island Manᴓver
- 2024: Turbostaat – Vormann Leiss
- 2025: Die Heiterkeit – Schwarze Magie
- 2025: Tocotronic – Golden Years
- 2025: Turbostaat – Alter Zorn

Des Weiteren ist er auch bei zahlreichen Produktionen als Co-Produzent und/oder Co-Autor tätig.

## Auszeichnungen/Nominierungen
- Echo 2005: Produzent des Jahres national (nominiert)[11]
- Echo 2008: Produzent/Produzentin des Jahres (nominiert)[12]